# 企業価値研究会
企業価値研究会（きぎょうかちけんきゅうかい）とは、日本の経済産業省設置の研究会の一つ。経済産業政策局長の私的研究会という位置付けである。

## 概要
日本国における適正なM&A法制と企業価値の探究を目的としている。2004年（平成16年）9月16日に第1回の会議が開かれ、以来2006年（平成18年）3月28日まで18回の会議が断続的になされた。1年以上中断していたものの、2007年（平成19年）4月6日に再開され、19回目の会議が開かれた。座長は商法学者の神田秀樹。
この研究会の成果を受けて、2005年（平成17年）には、経済産業省と法務省が共同で「企業価値・株主共同の利益の確保又は向上のための買収防衛策に関する指針」を発表している。また、ニッポン放送事件などの企業買収に関する裁判例にもこの研究会における議論・成果が影響力をもっているとされる。